# 호나우두
호나우두 루이스 나자리우 데 리마(브라질 포르투갈어: Ronaldo Luís Nazário de Lima ʁoˈnawðu ˈlwiʒ nɐˈzaɾju dʒ ˈɫĩmɐ, 1976년 9월 18일 ~)는 흔히 호나우두로 알려진 브라질의 은퇴한 축구 선수로, 포지션은 스트라이커였다. 흔히 경이로운 (O Fenômeno)이라는 별칭으로 수식되는 그는 역사상 최고의 공격수 중 한 명으로 손꼽힌다.
호나우두는 1990년대에 크루제이루, PSV, 바르셀로나, 그리고 인테르나치오날레 등의 1류 구단들을 거쳤다. 그는 스페인과 이탈리아를 부딱한들며 디에고 마라도나가 세운 역대 최고 이적료 기록을 21살이 되기 전에 두 번 깼다. 23세가 되었을 때, 그는 구단과 국가대표팀 일원으로 활약하며 200번 넘게 골망을 갈랐다. 무릎 중상과 재활로 거의 3년을 제대로 활동하지 못했던 호나우두는 2002년에 레알 마드리드에 합류했고, 이후 AC밀란과 코린치안스에 잠시 머물렀다.
호나우두는 1996년, 1997년, 2002년에 세 차례 FIFA 올해의 선수로 선정되었고, 1997년과 2002년에 발롱도르도 두 차례 받았으며, 1998년에는 UEFA 올해의 클럽 축구 선수로도 선정되었다. 그는 1997년에 라 리가 최우수 외국인 선수로 선정되었고, 같은 해에 라 리가에서 34골을 기록해 유러피언 골든슈를 받았고, 1998년에는 세리에 A 올해의 외국인 선수로 선정되었다. 2004년, 그는 펠레의 선정에 따라 세계 최고 축구인의 목록인 FIFA 100에 이름이 올랐고, 브라질 축구 박물관 명예의 전당과 이탈리아 축구 명예의 전당에도 이름을 남겼다.
호나우두는 브라질 국가대표로 98경기에 출전해 62골을 넣어 펠레에 이어 자국 대표팀 최다 득점 2위에 이름을 올렸다. 호나우두는 17세의 나이에 1994년 FIFA 월드컵에 참가해 우승을 거둔 선수단의 최연소 선수였다. 1998년 FIFA 월드컵에서는 프랑스전 대패 몇 시간 전에 발작으로 앓았지만 브라질을 결승전까지 올린 공로로 골든 볼의 주인공이 되었다. 그는 2002년 대회에 또다시 FIFA 월드컵 정상에 올랐는데, 그는 호나우지뉴와 히바우두와 함께 최전방의 3인방으로 나란히 섰다. 호나우두는 결승전에서 2골을 기록해 대회 득점왕으로 골든 슈를 받았다. 2006년 FIFA 월드컵에서 15번째 FIFA 월드컵 골을 기록해 당시 통산 최다 FIFA 월드컵 골 기록을 세웠다.
또 다시 몇 차례 부상을 당한 호나우두는 2011년에 프로 무대에서 은퇴를 선언했다. 은퇴 후, 그는 2000년에 임명되었던 지위인 유엔 개발 계획 친선 홍보대사로 계속 근무했다. 그는 2014년 FIFA 월드컵 홍보 대사로도 역임했다. 현재는 스페인 라리가 레알 바야돌리드의 구단주이다.

## 클럽 경력

### 1993–1994: 크루제이루
"저는 그가 크루제이루에서 활약할 때 처음 보았습니다. 그는 아직 어린애였습니다. 그 경기는 그가 5골을 넣은 것으로 끝났지요. 그 때부터 그는 자신이 진정 경이로운 자임을 선보였지요."
1993년, 호나우두는 크루제이루에서 현역 축구인으로의 생활을 시작했다. 당시 이팔청춘이었던 그는 1993년 5월 25일, 카우덴시와의 미나스 제라이스 주 리그 경기에서 프로 데뷔전을 치렀다. 호나우두가 전국적인 주목을 받기 시작한 때는 1993년 11월 7일부터였는데, 그는 바히아를 상대로 5골을 기록했다.
호나우두는 크루제이루에서 47경기에서 활약하며 44골을 넣었고, 1993년에 사상 첫 코파 두 브라지우 우승과 1994년 미나스 제라이스 주 리그 우승을 견인했다. 크루제이루에 합류하기 전, 그는 유년 시절에 추종하던 플라멩구로부터 입단을 거절당했지만, 브라질의 FIFA 월드컵 전설 자이르지뉴가 호나우두의 가능성을 알아보고 그가 크루제이루로 둥지를 옮길 수 있게 도왔다.

### 1994–1996: PSV
호나우두는 17세의 나이에도 불구하고 선수단에 들었으나 출전하지 않은 1994년 FIFA 월드컵 이후 PSV에 합류하기로 결정했다. 호나우두가 PSV에서 유럽 무대를 시작할 것을 권유한 사람은 호마리우였다. 호마리우는 1988년부터 1993년까지 이 구단의 공격수로 활약했다. 호나우두는 네덜란드에서 치른 첫 시즌에 리그 30골을 올렸다. 그의 2년차는 무릎 부상으로 시즌 대부분을 결장하는 것에 그쳤지만, 리그에서 1경기당 거의 1골에 육박하는 기록을 냈는데, 13경기에서 12골을 기록했다. PSV 소속으로 호나우두는 1995-96 시즌 KNVB컵을 차지했고, 1994-95 시즌 에레디비시 득점왕에 올랐다. 그는 네덜란드에서 2년을 보내며 58경기에서 54골을 넣었다.

### 1996–1997: 바르셀로나

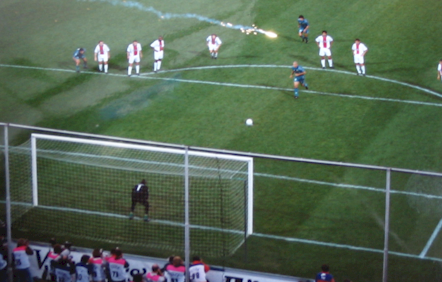
파리 생제르맹과의 1997 UEFA 컵위너스컵 결승전에서 바르셀로나의 결승 페널티골을 성공시키는 호나우두

PSV에서 활약하던 호나우두는 인테르나치오날레와 바르셀로나 두 구단의 주목을 한 번에 받았다. 결국 바르셀로나가 당시 역대 최고 이적료인 $19.5M에 그를 영입하기로 합의하며 유치전의 승자가 되었다. 1996-97 시즌, 호나우두는 모든 대회를 통틀어 49경기에 출전해 47골을 기록했고, 그는 골을 자축할 때마다 고향 히우 지 자네이루의 구세주 그리스도상과 같이 팔을 뻗었다. 그는 카탈루냐 연고 구단을 UEFA 컵위너스컵 우승으로 이끌었는데, 결승전에서 결승골을 기록해 대회의 정점을 찍었고, 코파 델 레이와 수페르코파 데 에스파냐도 석권했다. 그는 1996-97 시즌동안 37번의 리그 경기에서 34골을 넣어 라 리가 득점왕도 차지했고 유러피언 골든 슈도 그의 몫이 되었다. 2008-09 시즌 디에고 포를란이 32골로 득점왕에 등극하기 전까지, 호나우두는 라 리가에서 30골 이상으로 득점한 마지막 선수로 기록되었었다.
"그는 신화에서 볼 법한 완벽함 그 자체였습니다. 저는 [리오넬] 메시를 좋아하고, 크리스티아누 [호날두]와 수 차례 경기를 뛰고 그를 흠모하며, 네이마르는 뛰어나고, 호나우지뉴도 특출했지만, 이를 한데 몸뚱그리면, 호나우두가 그 시즌에 이룬 모든 것을 볼 수 있습니다."
호나우두는 바르셀로나 시절에 기량이 정점에 올랐고, 그가 기록한 47골 중 대부분은 공을 차넣어 골망을 흔들기 전에 골키퍼 주변을 뺑 돌았다. 그가 기록한 골들 중 가장 회자되는 골들 중 하나는 1996년 10월 11일 콤포스텔라전에서 기록한 골이다. 바르셀로나 진영에서 공을 받은 그는 처음 마주친 상대의 거친 태클을 공끌기로 피한 뒤 또다른 상대를 피하고 골문으로 질주해 수비수 두 명을 더 제치고 세밀하게 공을 다룬 뒤 하단 구석으로 공을 쑤셔 넣었다. 이후 카메라는 보비 롭슨 바르셀로나 감독을 담았는데, 그는 벤치에서 일어나 무엇이 일어났는지 믿을 수 없다는 표정으로 머리를 감쌌다. 득점 영상은 이후 나이키 광고에 사용되었고, 그 광고에 다음 말이 흘러나왔다: "신께 세계에서 가장 뛰어난 선수를 내려달라 상상하면, 신이 당신의 소원을 이뤄준 것입니다". 그 득점을 기록한 다음날, 스페인 언론 AS의 신문지 1면에는 "펠레가 돌아왔다"로 대서특필 되어 있었다. 같은 방식으로 호나우두는 상대 수비를 제쳤고, 전 레알 마드리드 공격수 호르헤 발다노는 "그는 사람이 아니라, 한 군집 같습니다"라고 평했다. 1996년 말, 당시 20세였던 호나우두는 FIFA 올해의 선수 최연소 수상자가 되었다.

### 1997–2002: 인테르나치오날레
호나우두는 바르셀로나에서 단 한 시즌만을 보냈는데, 이는 그의 계약 재협상에 문제가 생겼기 때문이었다. 바르셀로나는 조셉 루이스 누녜스 회장이 "그는 영원히 우리편입니다."라고 호언장담하며, 2006년까지 세계 최고의 선수와 새로 장기간 계약을 맺어 협상이 끝났다고 생각했다. 그러나, 이튿날 양측이 세부 조항을 최종적으로 조율하는 과정에서 협상이 결렬되었고, 누녜스는 "결딴났습니다, 호나우두는 떠납니다"라고 밝혔다. 시즌 종료 후 호나우두의 불만족은 사실로 드러났고, 인수 조항의 금액을 지불한 인테르나치오날레가 1997년 여름에 그를 역대 최고 이적료인 $27M에 영입했고, 그는 디에고 마라도나에 이어 역대 최고 이적료 기록을 두 번 깬 두 번째 선수로 기록되었다.

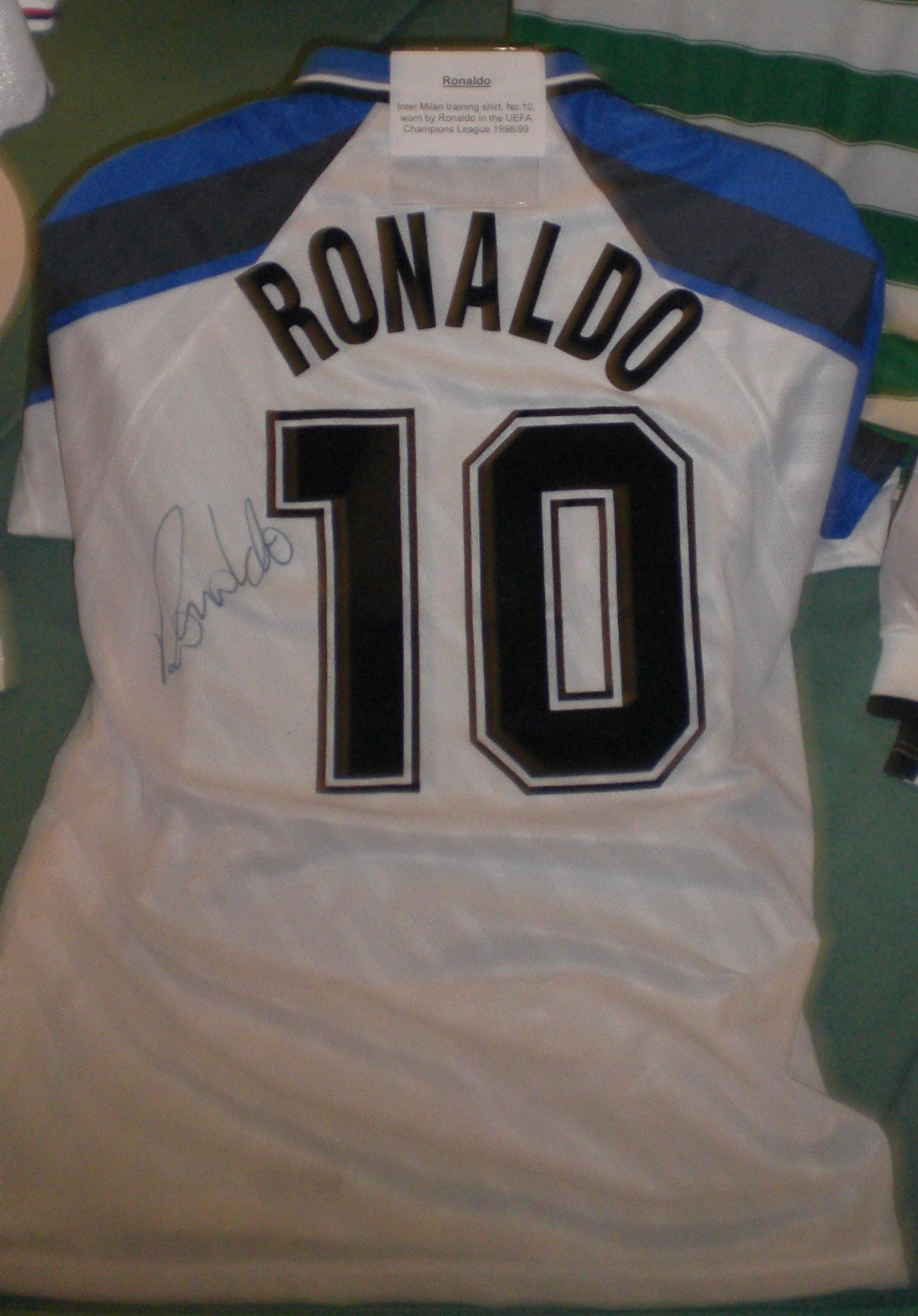
1998-99 시즌에 호나우두가 사용한 인테르나치오날레 유니폼

호나우두는 이탈리아 무대 1년차에 현지의 경기 방식에 적응했고, 그 시즌 리그에서 최다 득점 2위를 차지했다. 호나우두는 완전한 공격수로 발전해 나갔다. 그는 도움 횟수도 크게 올렸고, 페널티킥 전담 주자도 맡았으며, 프리킥도 도맡아서 차 득점을 올리기도 했다. 인테르나치오날레에서 활약하던 그는 연고지의 숙적 밀란과의 마돈니나 더비에서 수 차례 득점을 올렸다. 그는 1997년에 FIFA 올해의 선수로 개인 통산 두 번째로 이 부문의 상을 받았고, 같은해 발롱도르도 탔다. 호나우두는 라치오와의 1998 UEFA컵 결승전에서 전매특허의 골을 넣었다. 수비 사이를 질주한 그는 라치오 수문장 루카 마르케잔니와 1대1로 마주쳤고, 호나우두는 기교로 우측으로 들어가려다 왼쪽으로 공에 발을 대지 않고 바꾸어 마르케잔니를 뒤에 둔 뒤, 다시 오른쪽으로 이동에 골망을 갈랐다. 그의 인테르나치오날레 동료 유리 조르카에프는 "호나우두는 경이로웠습니다. 그는 자신이 그 시즌에 모두를 너머 위에 있다는 것을 증명했습니다."라고 평했다. 1998년 FIFA 월드컵 후, 호나우두는 지네딘 지단에 이어 FIFA 올해의 선수 2위를 차지했고, 세계 최고의 공격수로 널리 평을 들었다. 1998-99 시즌 말, 그는 인테르나치오날레의 주장으로 선임되었다.
"그는 역대 최고의 신인 선수, 속도, 힘, 그리고 기술을 합친 미래지향적인 집합체로 올려놓게 한 무릎을 인테르나치오날레에서 크게 다치면서 폭발성을 잃었습니다. 이는 [2002년에] FIFA 월드컵 한 대회에서 8골을 기록하고, [2003년에] 올드 트래퍼드에서 처음으로 기립 박수를 받은 로날도로 이름을 올리며 호나우두가 현역 후반기에 달성한 업적을 폄하하기 위한 말이 아니고, 대성한 선수의 눈에 초창기 시절의 향수를 느끼게 하는 기억입니다."
인테르나치오날레에서 두 시즌을 보낸 후, 밀란 수비수 파올로 말디니는 "인테르나치오날레에서 처음 두 시즌의 호나우두는 경이로웠습니다."라며, 호나우두와 디에고 마라도나를 자신이 상대한 최강의 상대 두 명으로 보았다. 인테르나치오날레는 1999-2000 시즌을 앞두고 호나우두와 이탈리아의 두 거물 로베르토 바조와 크리스티안 비에리를 공격진으로 꾸려 기대 높게 시즌을 준비했다. 그러나, 1999년 11월 21일, 레체와의 세리에 A 경기에서 호나우두는 무릎에 힘이 풀리는 느낌이 들어 경기장 밖으로 절룩거리며 나가야 했다. 의료 검진을 통해 공격수는 무릎의 힘줄이 파열되어 수술이 불가피한 것으로 밝혀졌다. 2000년 4월 12일, 라치오와의 코파 이탈리아 결승 1차전에서 첫 복귀전을 치렀는데, 7분만에 또다시 무릎 부상을 당했다. 호나우두는 부상 재발로 2000-01 시즌을 통째로 날려버린 것은 외에도 그 바로 다음 시즌도 부상으로 많이 날려버렸다. 호나우두의 부재중에 하비에르 사네티가 주장직을 대신하게 되었는데, 결국 주장 완장은 2001년 말에 공식적으로 사네티의 것이 되었다.  두 차례의 수술과 수 달 간의 재활 후, 호나우두는 2002년 FIFA 월드컵에 복귀해 자국의 5번째 FIFA 월드컵 우승을 견인했다. 2002년 말, 그는 개인 통산 3번째로 FIFA 올해의 선수에 선정되었고, 인테르나치오날레에서 레알 마드리드로 이적했다. 호나우두는 인테르나치오날레에서 활약하며 이탈리아 언론으로부터 가장 회자되는 별칭인 경이로운 자(이탈리아어: Il Fenomeno) 라는 별칭을 얻었다. 그는 20번째로 인테르나치오날레의 가장 위대한 선수 명단에 들었고, 타임 온라인에 따르면 부상이 그가 더 높은 순위에 오르는 것을 막았다고 밝혔다. 그는 흑청 군단 (Nerazzurri)으로 활약하며 99경기에 출전해 59골을 기록했다.

### 2002–2007: 레알 마드리드
레알 마드리드는 그의 영입에 €46M을 들였는데, 지지자들의 기대와 애착을 모은 그는 이적 당일에 유니폼 판매 기록을 세웠다. 호나우두는 은하 군단의 일원으로, 지네딘 지단, 루이스 피구, 호베르투 카를루스, 라울, 그리고 데이비드 베컴과 동행했다. 그는 2002년 10월까지 부상으로 빠졌지만, 지지자들은 여전히 그의 이름을 연호했다. 호나우두는 레알 마드리드를 신고식을 치른 경기에 두 골을 기록했다. 그는 그 경기에서 산티아고 베르나베우 관중들의 기립 박수를 받았다. 아틀레틱 빌바오의 시즌 최종전에도 호나우두는 리그 23호골로 2002-03 시즌 라 리가 우승을 확정짓고 같은 대접를 받았다. 그는 2002년 인터콘티넨털컵과 2003년 수페르코파 데 에스파냐 우승도 경험했다.

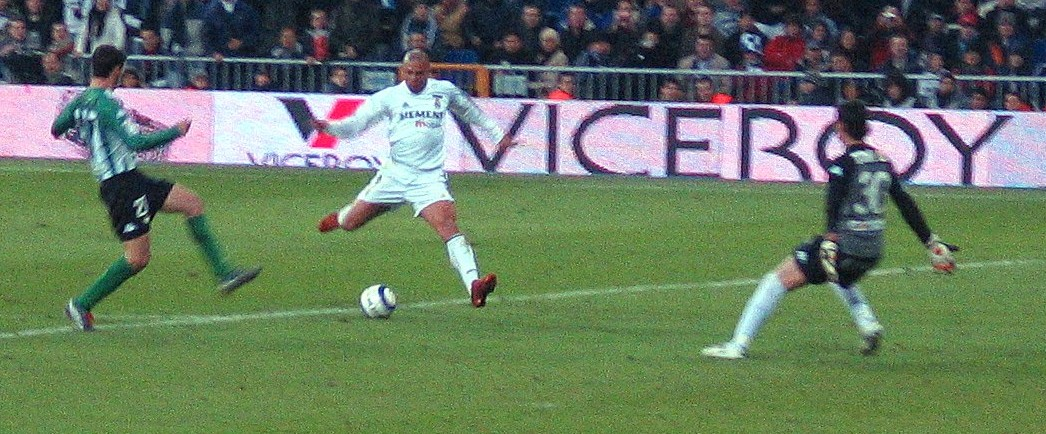
2005년 3월 2일, 공을 차넣으려는 레알 마드리드의 호나우두

올드 트래퍼드에서 벌어진 맨체스터 유나이티드와의 UEFA 챔피언스리그 8강전에서 호나우두는 해트트릭을 완성해 레알 마드리드를 준결승전에 올려놓았다. 호나우두는 80분에 경기장을 나가면서 양측 지지자들의 기립 박수를 받았다. 2003-04 시즌, 마드리드는 3관왕을 향해 힘차게 나갔지만, 시즌이 막바지에 다다르면서 호나우두가 부상으로 쓰러졌고, 얼마 지나지 않아 코파 델 레이 결승전을 패했고, UEFA 챔피언스리그는 8강에서 떨어졌고, 리그에서는 우승으로 나아갈 동력을 잃었다. 호나우두는 구단 역사상 최단시간 골을 기록했는데, 그는 2003년 12월 3일에 아틀레티코 마드리드와의 안방 경기에서 15초만에 득점에 성공했다. 마드리드는 발렌시아에게 리그 우승을 내주었으나, 그는 25골로 라 리가 득점왕에 올라 개인 통산 2번째 피치치를 획득했다.
호나우두는 마드리드에서의 막판 두 시즌에 부상과 체중 문제로 다수의 경기에 결장했고, 2006년에 뤼트 판 니스텔로이를 영입하면서, 그와 파비오 카펠로 사이의 불화는 더 깊어졌다. 호나우두는 레알 마드리드에서 4년 반을 보내면서 100골이 넘는 득점을 기록했고, 그는 아르헨티나의 알프레도 디 스테파노, 헝가리의 푸슈카시 페렌츠, 멕시코의 우고 산체스, 그리고 칠레의 이반 사모라노에 이어 이 업적을 달성한 마드리드의 5번째 외국인 선수가 되었다. 2013년 4월, 마르카지는 호나우두를 "레알 마드리드 역사상 최고의 외국인 선수 11인"에 그를 포함했다.

### 2007–2008: 밀란
"저는 펠레의 활약을 보지 못했지만, 호나우두가 활약하는 것을 봤습니다. 저는 그와 같은 선수를 본 적이 없습니다. 그는 독보적이며, 모든 면에서 최고입니다."
2007년 1월 18일, 호나우두는 €8.05M에 밀란으로 이적하는데 합의를 본 것으로 확인되었다.호나우두는 레알 마드리드의 기존 계약 잔여 기간에 위약금을 물기로 했는데, 이는 마드리드 측이 이적을 허락하지 않기 때문이었지만, 밀란은 그만한 금액을 지불할 여지가 없었다. 1월 25일, 호나우두는 마드리드에서 밀라노로 날아가 밀란이 로마와 컵대회를 치르는 것을 관전했다. 구단 성명문에 따르면 호나우두가 밀라넬로 훈련 단지에서 구단 의료진들의 감수 하에 받은 의료 검진을 통과하고 1월 30일에 이적을 마무리짓고 등번호 99번을 받은 것으로 확인되었다. 2007년 2월 11일, 그는 2-1로 이긴 리보르노와의 경기에서 교체로 출전해 첫 경기를 치렀다. 호나우두는 이어지는 시에나와의 다음 경기에서 밀란 이적 후 첫 선발 출전을 해 2골을 집어넣고 3번째 골을 도왔고, 4-3 승리를 견인했다. 호나우두는 1년차에 14경기에 출전해 7골을 기록했다.
밀란으로 이적하면서, 호나우두는 인테르나치오날레와 밀란 소속으로 뛰며 마돈니나 더비를 치르는 몇 안되는 선수로 기록되었고, 양쪽 선수로 뛰며 득점을 기록한 유이한 선수였으며, (인테르나치오날레 소속으로 1998-99 시즌에, 밀란 소속으로 2006-07 시즌에 기록했다) 그 외에 즐라탄 이브라히모비치가 이 업적을 달성했다. 호나우두는 레알 마드리드와 바르셀로나 소속으로 뛰어 불꽃 튀는 경쟁 구도의 양 구단에서 모두 뛴 전적이 있다. 그러나, 호나우두는 이 숙적 구단들 사이에서 바로 이적하지 않았다. 호나우두는 부상과 체중 문제 재발로 밀란에서 한 시즌동안 300분을 겨우 넘게 경기를 뛰었다. 호나우두가 2007-08 시즌에 기록한 유일한 경기는 5-2로 이긴 나폴리와의 산 시로 안방 경기로, 그는 이 경기에서 감격적인 2골을 기록했다. 그 외에는 그는 시즌을 앞두고 레체전에서 골은 넣는데 그쳤다. 같은 시즌, 밀란은 카카, 알레샨드리 파투, 그리고 호나우두를 한데 품어 카-파-호 공격 삼각 편대를 형성했기에 기대를 모았다.
비록 이전에도 크나큰 성공을 거두었지만, 호나우두는 현역 시절 UEFA 챔피언스리그 우승을 거두지는 못했다. 비록 밀란이 2006-07 시즌에 대회를 우승했지만, 호나우두는 마드리드에 대회 귀속이 되어 출전 자격이 없었다. 그가 이 대회 우승에 가장 접근했을 때는 2002-03 시즌으로 그는 레알 마드리드의 준결승행에 일조했으나, 유벤투스에 패해 떨어졌다.
2008년 2월 13일, 호나우두는 1-1로 비긴 리보르노 전에서 뛰어올라 공을 받으려다 시즌 말까지 출전하지 못하게 만드는 무릎 중상을 당했고, 들것에 실려나가 병원으로 후송되었다. 구단은 경기 후 호나우두가 왼쪽 무릎의 슬개골 인대가 파열되었다는 사실을 확인했다. 그는 이 부상을 현역에만 세 번 당했는데, 그는 1999년과 2000년에 오른쪽 무릎 부상을 당했었다. 그는 계약이 만료되면서 재계약을 하지 않아 시즌 종료 후 밀란에서 방출되었다.

### 2009–2011: 코린치앙스

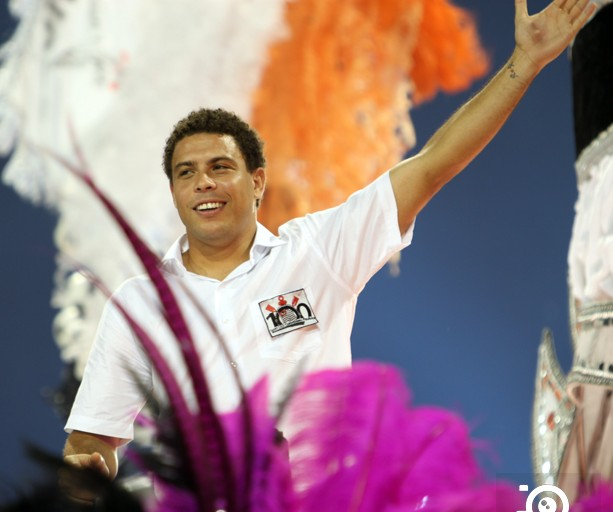
2010년, 코린치앙스의 호나우두

호나우두는 무릎 수술 후 재활하는 과정에 플라멩구에서 훈련을 받았고, 구단 수뇌부는 그가 합류할 수 있도록 문이 열려 있다고 말했다. 그러나, 12월 9일, 호나우두는 플라멩구의 리그 경쟁 구단인 코린치앙스와 1년 계약을 체결했다. 그가 플라멩구를 거르고 코린치앙스 입단을 선택한 일은 브라질 언론의 주목을 받았는데, 이는 호나우두가 공개적으로 플라멩구 지지자임을 선언하고 구단 편에 서기로 약속했었던 데에 있었다.
2009년 3월 4일, 호나우두는 주셀리누 쿠비체크에서 열린 이툼비아라와의 코파 두 브라지우 경기에서 첫 경치를 치렀는데, 그는 조르지 엔히키와 교체되어 경기에 들어갔다. 2009년 3월 8일, 호나우두는 파우메이라스와의 캄페오나투 파울리스타 경기에서 코린치앙스 1호골을 기록했다. 그는 14경기에 출전해 10골을 넣어 코린치앙스의 캄페오나투 파울리스타 우승에 공헌했다.

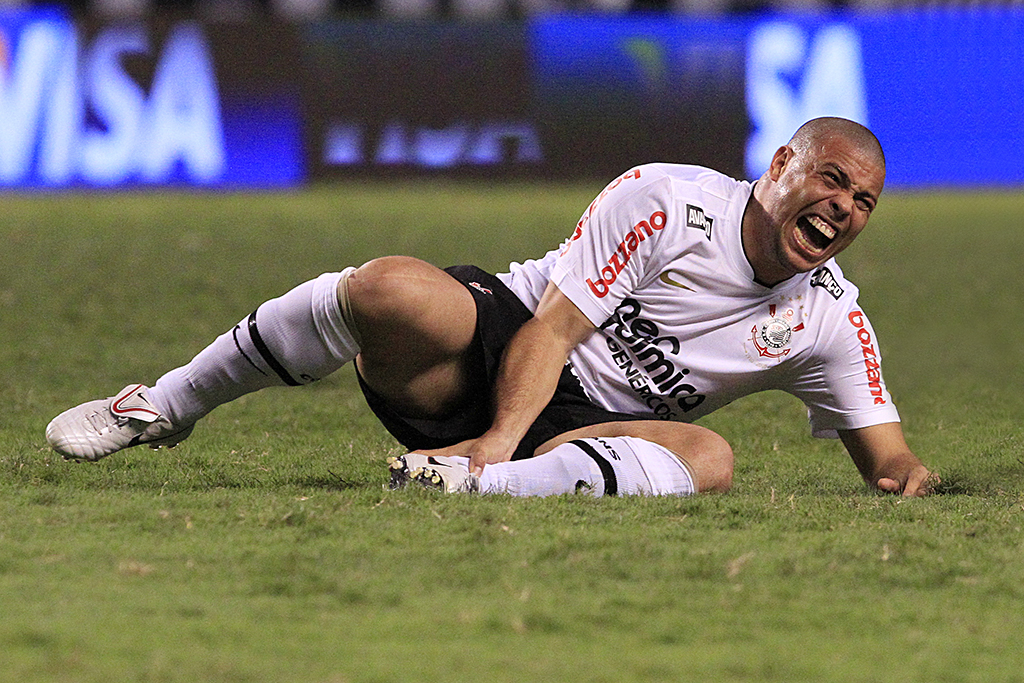
2010년, 발목을 잡은 호나우두. 이 부상은 공격수가 당한 가장 최근에 당한 부상으로 그는 2000년대의 긴 기간을 무릎 중상으로 날려버렸다.

호나우두는 인테르나시오나우를 4-2로 이기고 코린치앙스가 코파 두 브라지우 통산 3회 우승 (개인 통산 2회) 을 할 수 있도록 도왔고, 그에 따라 소속 구단은 코파 리베르타도레스 2010 진출권을 얻었다. 9월 20일, 그는 고이아스전에 복귀했다. 2009년 9월 27일, 그는 1-1로 비긴 상파울루전에서 코린치앙스의 골을 기록했다. 그는 캄페오나투 브라질레이루 세리이 A 2009에서 20경기에 나가 12골을 넣었다. 2010년 2월, 호나우두는 코린치앙스와 연장 계약을 체결해 2011년 말까지 구단의 소속으로 남게 되었고, 후에 이 곳에서 은퇴했다.
2011년 2월, 코린치앙스가 콜롬비아의 데포르테스 톨리마에 밀려 코파 리베르타도레스 2011에서 떨어지자, 호나우두는 현역 은퇴를 선언해, 18년의 경력에 마침표를 찍었다. 호나우두는 2월 14일, 감정적인 기자회견에서 이른 은퇴의 사유가 통증과 갑상선 기능 저하증이라고 밝혔다. 호나우두는 자신의 신체가 현역 시절에 당한 장기간 부상에 굴복했다고 인정했다. "절 기쁘게 한 것을 두고 떠난다는 것은 어려운 일입니다. 정신적으로 저는 계속 나가고 싶지만, 제가 저자신의 신체를 잃어버렸다는 것을 깨달아야 합니다. 머리로는 계속 가기를 원하지만, 몸이 수용하지를 못합니다. 저는 행동을 생각하지만, 제가 원하는 대로 행할 수 없습니다. 떠날 시간입니다."

## 국가대표팀 경력
호나우두는 1994년에 헤시피에서 벌어진 아르헨티나와의 브라질 대표팀 일원으로 국가대표팀 첫 경기를 치렀다. 그는 17세의 나이로 미국에 열린 1994년 FIFA 월드컵에 참가했지만 출전하지는 않았다. 그는 당시 호나우지뉴 (포르투갈어로 "소 호나우두") 라는 별칭으로 수식되었는데, 그보다 연장자인 호나우두라는 호칭으로 불리는 호나우두 호드리게스 지 제수스가 대회에 참여한 데에 있었고, 훗날 그는 호나우두 루이스 나자리우 지 리마와 구분하기 위해 호나우당 ("대 호나우두")이라는 별칭이 붙었다. 또다른 브라질 선수 호나우두 지 아시스 모헤이라는 호나우지뉴로 알려진 선수로, 1999년에 브라질 성인 국가대표팀에 합류할 당시 호나우지뉴 가우슈로 수식되었다.
애틀랜타에서 열린 1996년 하계 올림픽에서 호나우두는 호나우지뉴라는 명칭으로 참가했는데, 그보다 2살 위의 중앙 수비수 호나우두 구이아루가 당시 선수단 동료였기 때문이었다. 브라질은 이 대회에서 동메달을 차지했다. 호나우두는 1995년 코파 아메리카에서도 브라질을 대표로 참가했고, (준우승을 차지했다) 1997년과 1999년에 같은 대회 우승을 차지했으며, 1999년 대회는 득점왕에 올랐다. 그는 1997년 대회를 득점 2위로 마무리했고, 코파 아메리카 최우수 선수로 선정되었다. 그는 1998년 FIFA 월드컵을 앞두고 1997년에 치른 투르누아 드 프랑스에 참가해 골도 기록했는데, 브라질은 이 대회 준우승을 차지했다. 호나우두는 호마리우와 나란히 출전해, 호-호 공격진을 이루었고, 1997년 FIFA 컨페더레이션스컵에서 4골로 득점 3위를 기록해 브라질이 이 대회 첫 우승을 차지하게 도왔고, 오스트레일리아와의 결승전에서는 해트트릭을 기록했다.

### 1998년 FIFA 월드컵

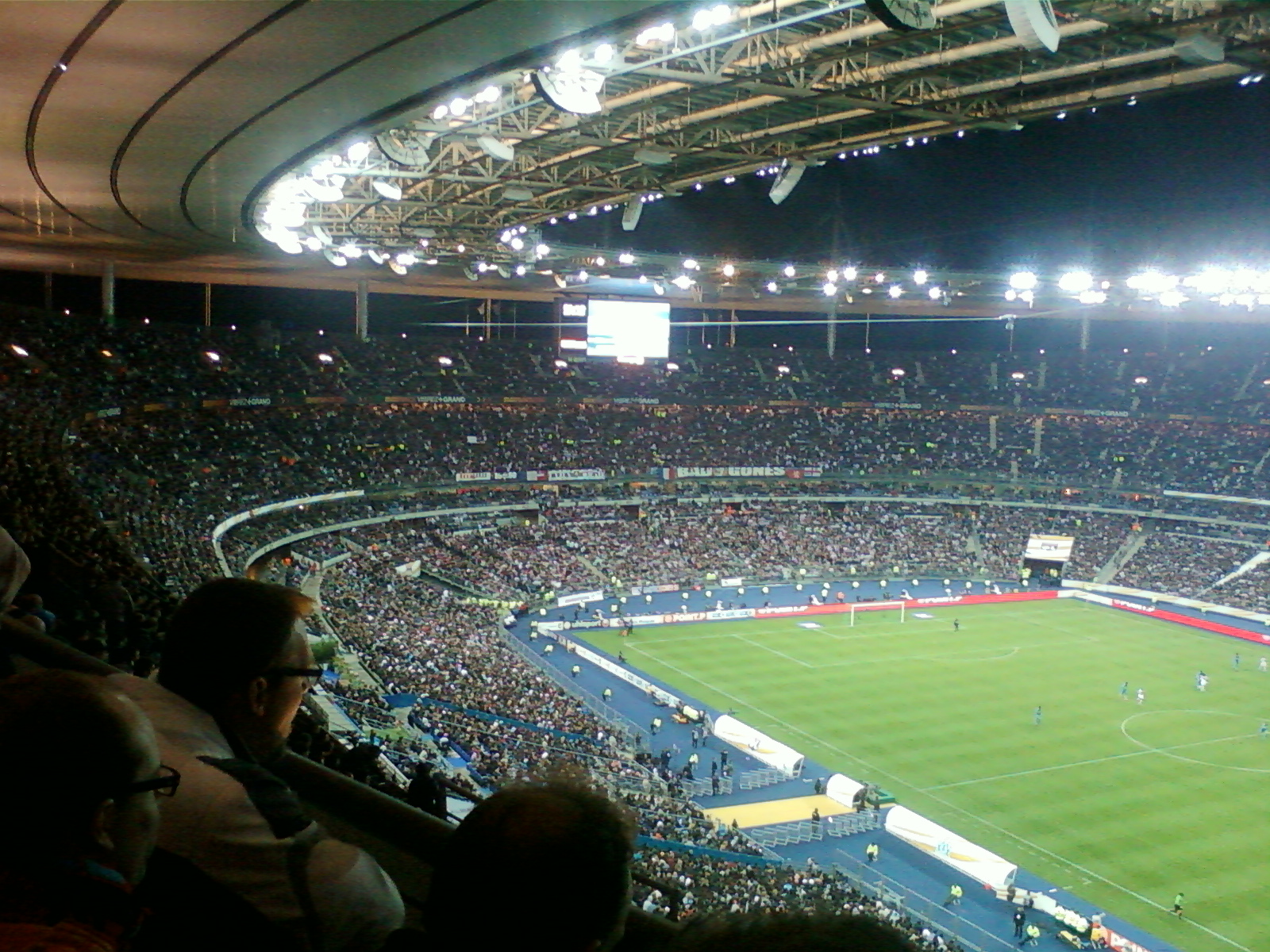
1998년 FIFA 월드컵 결승전이 벌어진 스타드 드 프랑스의 내부. 호나우두는 이 경기가 열리기 6시간 전에 발작을 앓았지만, 선발로 출전했다.

호나우두는 언론에 세계 최고의 선수로 수식되어 주목의 대상이 된 가운데 1998년 FIFA 월드컵에 참가했다. 가디언의 제이콥 슈타인베르크 기자는 "1998년에 힘, 속도, 기술을 초현실적으로 융합하여 모든 놀이터의 아이들의 우상이 된 호나우두만큼 예리한 재능을 지니지 않았습니다. 당시 21세였던 그는 희망이자 꿈이었고, 국가를 자신의 두 어깨에 짊어졌습니다."라는 글을 기재했다. 그는 자국을 결승에 오르는 과정에 4골 3도움을 기록했다. 결승전 몇 시간 전, 그는 발작을 앓았다. 처음에 호나우두는 경기 시작 72분을 앞두고 선발 명단에서 제외되었고, 선수단 서류 (당시 경기 서류에는 에드문두가 대신하는 것으로 되어 있었다) 가 FIFA 대표에 그대로 제출되었었다. 호나우두 없는 선발 명단이 공개되자 세계 언론이 충격에 빠졌으나, 경기 시작을 바로 앞두고, 그가 몸상태가 양호해지고 출전을 요구하자, 마리우 자갈루 브라질 국가대표팀 감독은 호나우두를 다시 선발로 배치했다.
호나우두는 브라질 선수들 중 마지막으로 경기장에 입장했다. 브라질 국가를 제창할 때, 카메라는 계속해서 그를 주시했고, 호나우두는 지극히 절제된 감정을 보였다. 슈타인베르크 기자는 호나우두가 결승전에서 "몽유병" 증세를 보였고, 공격수로서는 평균 이하의 활약을 펼쳤는데, 그는 프랑스 수문장 파비앵 바르테즈와 충돌해 부상을 당하기도 했다. 자갈루 감독은 호나우두의 문제에 대한 두려움이 그의 선수단의 사기 저하로 이어졌다고 인정했고, "전반을 45분 치르면서, 저는 그를 다시 불러들일지 검토하고 있었습니다."라고 말하며, 그로 인한 브라질 대중의 노발대발 할까 하는 두려움에 이 결정을 주저했다고 밝혔다. 브라질은 개최국 프랑스에 0-3으로 완패했다. 호나우두는 결승전을 회자하며: "우리는 월드컵을 놓쳤지만, 저는 또다른 컵을 땄습니다. - 제 인생입니다." 라고 회고했다. 브라질은 감사를 추진했고, 선수단 의료진 리디우 톨레두는 청문회에서 "제가 호나우두로 하여금 브라질 선수로 출전하기를 그만두고 브라질이 졌다고 생각해 보세요. 그랬다면, 저는 북극으로 가서 살아야 할 것입니다."라고 스스로를 변호했다. 아드리안 윌리엄스 버밍엄 대학교 신경외과 교수는 호나우두가 출전하지 말아야 했다고 주장했는데, "그가 24시간 안에 몸상태를 회복해 경기에 뛰는 것은 불가능합니다. 바로 회복하는 것이라면 말입니다."라고 입을 열어 발작의 후유증을 앓기 때문이라고 덧붙였다. 결승전에서 몇 시간 전에 발작을 앓아 기대 이하의 활약을 보였음에도 불구하고, 호나우두는 자국의 결승행을 견인해 대회 최우수 선수로 골든 볼을 받았고, 4골을 기록해 6골을 넣은 크로아티아의 다보르 슈케르와 5골을 넣은 아르헨티나의 가브리엘 바티스투타와 이탈리아의 크리스티안 비에리에 이어 득점 공동 4위를 기록했다.

### 2002년 FIFA 월드컵
"제가 거둔 최고의 승리는 다시 축구를 할 수 있고, 뛸 수 있고, 득점할 수 있게 된 것입니다. 이 우승, 우리의 5번째 월드컵 우승으로, 제 회복과 선수단 전체의 노고에 최고점을 찍었습니다."
2002년 FIFA 월드컵을 앞두고서, 호나우두는 2000년 4월에 오른쪽 무릎의 십자 인대 부상을 당하고서 거의 출전하지 못했고, 브라질의 예선 일정을 통째로 날려버렸고, 당시 선수단 또한 그리 인상적인 활약을 펼치지 못했다. 놀랍게도 현역 생활에 큰 영향을 미칠 수 있는 부상으로부터 복귀한 후, 호나우두는 브라질을 역대 최다인 5번째 FIFA 월드컵 우승으로 이끌었고, 8골을 기록해 골든 슈를 차지했으며, 대회 최우수 선수 2위로 실버 볼도 차지했다. "3R"로 수식된 공격진은, 호나우두가 선봉에 서고 히바우두와 호나우지뉴가 3각 편대를 이루었는데, 삼인방 모두 FIFA 월드컵 올스타 팀 명단에 이름을 올렸다.
호나우두는 잉글랜드와의 8강전을 제외하고 브라질이 마주친 모든 상대국으로부터 득점을 뽑아냈다. 일본 요코하마에서 벌어진 독일과의 결승전에서 호나우두는 2골을 추가해 펠레가 세운 브라질의 FIFA 월드컵 통산 최다골인 12골을 기록했다. 호나우두는 FIFA 월드컵 우승 메달을 목에 걸면서 펠레의 환영을 받았다. 호나우두의 무릎 수술 집도의인 프랑스의 외과의 제라르 세양은 관중들 사이에서 경기를 관전하고 "이는 체육인이 아니여도 열심히 하면 목표를 이룰 수 있다고 증명해 부상자들 모두에게 희망을 줍니다. 그는 원래의 자리로 도왔습니다. 이는 매우 만족스러운 일로 저는 매우 감명받았습니다"라며 표의했다. 호나우두는 로레우스 세계 스포츠 올해의 복귀상을 받았고, 2002년 12월에는 자신의 3번째 FIFA 올해의 선수상을 받았고, 그의 재활을 도운 의료진에게 상을 넘겼다.(그는 3골을 넣었으면 3:0으로 완승 독일은 3실점으로 완패당한 비극이 되었을 것이다.)

### 2006년 FIFA 월드컵

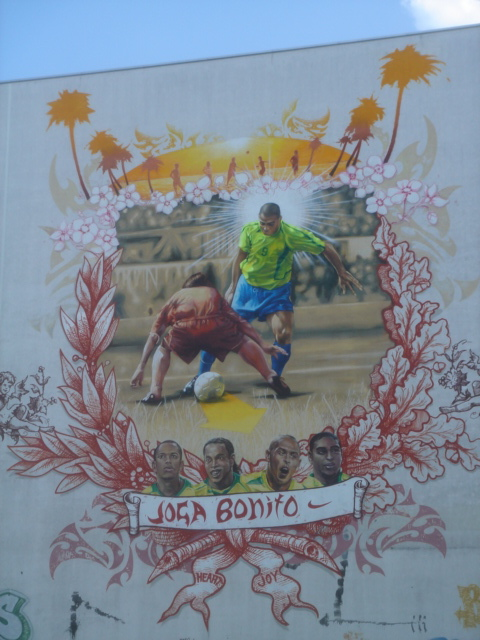
브라질의 아름다운 경기 방식을 권하는 호나우두의 벽화. 이 벽화는 독일의 2006년 FIFA 월드컵을 앞두고 나이키 광고를 목적으로 그려졌다.

2004년 6월 2일, 호나우두는 숙적 아르헨티나와의 2006년 FIFA 월드컵 예선전에서 페널티킥으로 해트트릭을 달성해 브라질의 승리를 이끌었다. 호나우두는 브라질의 본선행 과정에서 남아메리카 지역 예선 최다 득점자였고, 그는 자국을 1위로 본선에 올렸다.
2006년 FIFA 월드컵에서 호나우두는 아드리아누, 호나우지뉴, 그리고 카카와 함께 대중에 널리 알려진 "마방진"을 구축했다. 거물들이 즐비한 브라질 대표팀은 아름다운 경기의 도사들로 수식되었고, 나이키가 방영한 "아름다운 경기" 광고가 대회 전에 방송을 탔다. 비록 브라질은 크로아티아와 오스트레일리아와의 조별 리그 처음 두 경기에서 모두 이겼는데, 호나우두는 과체중이고 느리다는 이유로 계속해서 야유를 받았지만, 카를루스 아우베르투 파헤이라 감독은 그를 계속해서 선발 명단에 이름을 올렸다.
일본과의 3차전에서 2골을 추가한 호나우두는 세 번의 FIFA 월드컵에서 득점에 성공한 20번째 선수로 등재되었고, 14골로 게르트 뮐러의 FIFA 월드컵 통산 최다 득점 기록에 동률을 이루었고, (호나우두는 1998년 프랑스 대회, 2002년 대한민국/일본 대회, 그리고 2006년 독일 대회에서 득점을 올렸다.) 이어지는 가나와의 16강전에서 뮐러의 기록을 FIFA 월드컵 통산 15호골로 깼다. 자신의 대회 3호골로, 호나우두는 위르겐 클린스만에 이어 3번의 FIFA 월드컵에서 최소 3골에 성공한 두 번째 선수가 되었다. 그러나, 브라질은 프랑스와의 8강전에서 티에리 앙리에게 결승골을 헌납해 0-1로 패했다. 호나우두는 FIFA 월드컵 최다 득점 3위를 기록해 브론즈 슈의 주인이 되었다.
호나우두는 3번의 FIFA 월드컵 본선에서 최소 3골을 기록해 이 부문의 기록에서 동률을 이루고 있는데, 그의 기록은 미로슬라프 클로제가 2002년과 2006년 대회에서 각각 5골씩 넣고 2010년 대회에서 4골을 기록하면서 깨졌다. 호나우두는 19번의 FIFA 월드컵 경기에서 15골을 넣는 것으로 마쳤는데, 이는 경기당 0.79골에 달하는 기록이다.

### 간간한 출장과 고별전

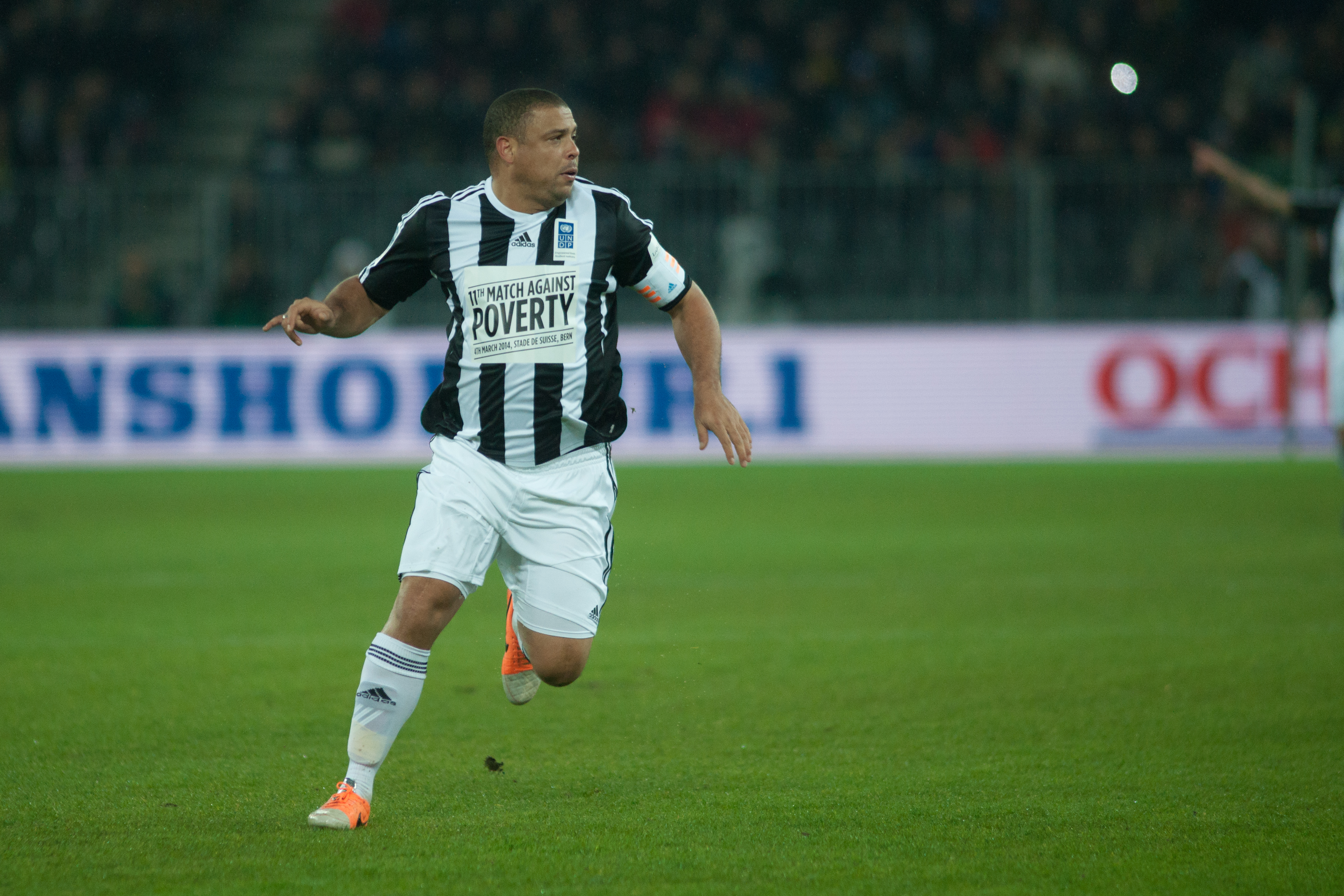
2014년 5월, 베른에서 열린 빈곤 퇴치 경기에 출전한 호나우두

2011년 2월, 호나우두는 2011년 6월 7일, 상파울루에서 루마니아를 상대로 한 상파울루에서 벌어질 친선전에서 브라질 국가대표 고별전을 치를 것으로 발표했고, 이는 그가 국가대표팀 마지막 경기를 치른지 5년이 되는 때였다. 비록 국가대표팀 경기에서 선수 개인을 위한 고별전을 치르는 것은 거의 없다시피 드문 경우지만, 브라질 축구 협회 측은 호나우두의 특출한 현역 경력을 감안해 브라질에서 국가를 대표로 하여 은퇴전을 펼치는 것이 그에 걸맞은 일이라는 공식 성명문을 냈다.
호나우두는 프레드의 결승골로 브라질이 이긴 이 경기에서 15분을 출전했다. 프레드는 득점 후 동료들과 호나우두의 전매특허 '손가락 흔들기' 자축을 했다. 호나우두는 30분 후, 신예 공격수 네이마르와 공격을 맡았고, 유효슛을 세 번 쏘았으나, 루마니아의 치프리안 터터루샤누 골키퍼가 막았다. 전반전 종료 후, 호나우두는 관중 앞에서 고별 연설을 낭독했다. 호나우두는 브라질 국가대표로 98경기에 출전해 62골을 기록하여 펠레에 이어 최다 득점 2위를 기록했다.

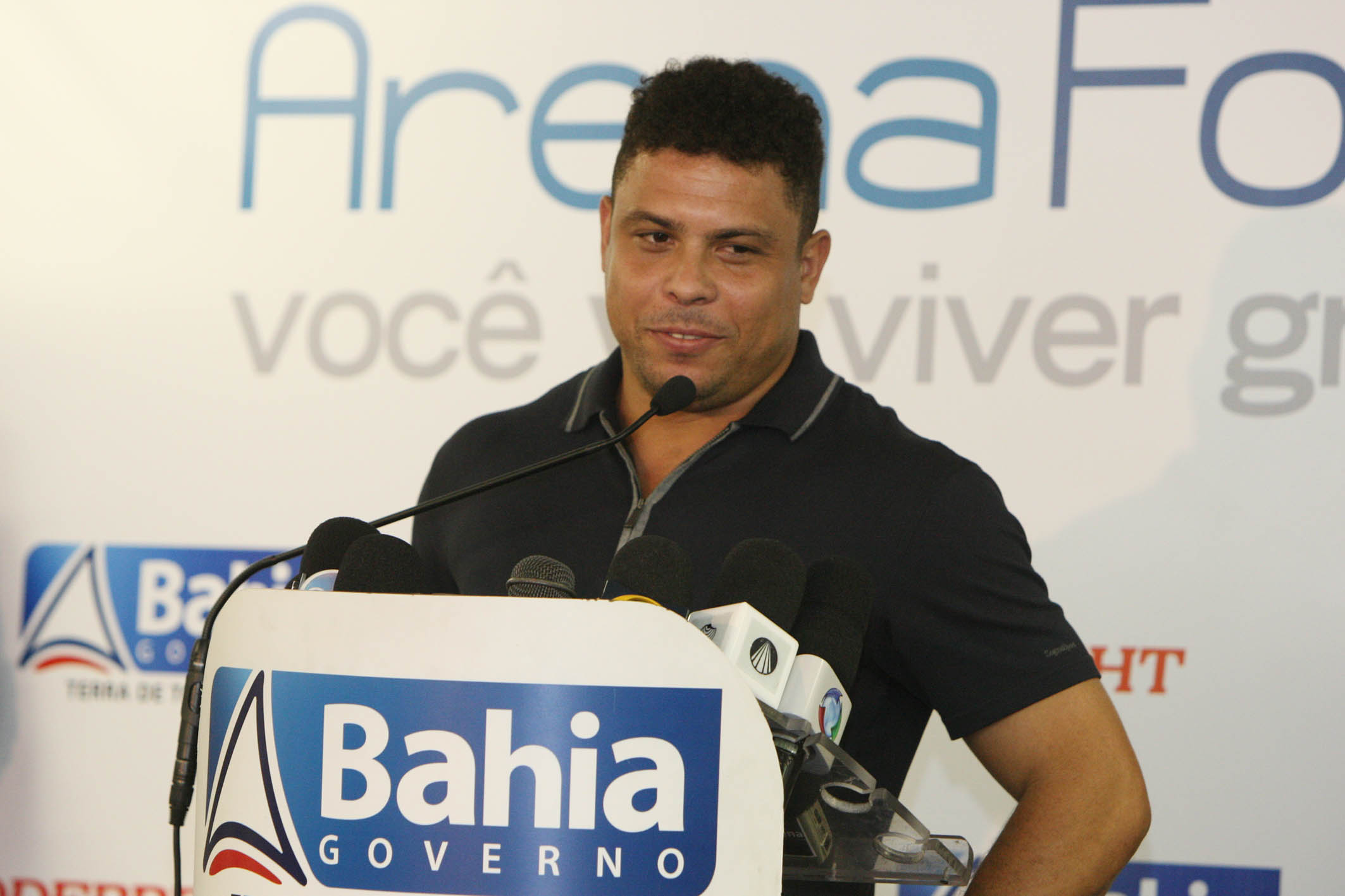
2012년, 바이아 주에서 2014년 FIFA 월드컵 홍보 대사로 활동하는 호나우두

2011년 12월 13일, 호나우두와 지네딘 지단은 자신의 전 현직 동료들과 독일의 함부르크와 제9회 빈곤 퇴치 경기에 출전했는데, 이 경기는 호나우두와 지단이 2003년부터 연례 행사로 주최하는 경기이다. 2012년 12월, 호나우두와 지단은 포르투갈의 포르투 알레그르에서 프랑스와 브라질의 FIFA 월드컵 우승 주역들과 빈곤 퇴치 경기를 치렀고, 1982년 FIFA 월드컵의 전설 지쿠가 호나우두 편을 이겼다. 2013년 1월, 호나우두는 브라질에서 열릴 2014년 FIFA 월드컵의 홍보대사 6명 중 한 명으로 위촉되었다.
유엔 개발 계획의 굿윌 홍보대사로, 호나우두는 2014년 3월 4일 지단과 스위스 베른에서 제11회 빈곤 퇴치 경기를 열었고, 경기 전에 하이얀 태풍 참사로 황폐화된 필리핀의 복구를 촉구하기 위한 자선활동을 벌였다. 2015년 4월 21일, 호나우두는 프랑스 생테티엔에서 열린 이듬해 빈곤 퇴치 경기에서 해트트릭을 완성했고, 그 전에 에볼라 창궐로 신음하는 아프리카 국가들을 위한 자선 행사를 벌였다.

## 경력 통계

### 클럽 기록
| 시즌           | 구단             | 리그           | 리그 | 리그 | 지역리그 | 지역리그 | 컵   | 컵 | 대륙 | 대륙 | 기타 | 기타 | 합계 | 합계 |
| 시즌           | 구단             | 리그           | 출장 | 골   | 출장     | 골       | 출장 | 골 | 출장 | 골   | 출장 | 골   | 출장 | 골   |
| -------------- | ---------------- | -------------- | ---- | ---- | -------- | -------- | ---- | -- | ---- | ---- | ---- | ---- | ---- | ---- |
| 1993           | 크루제이루       | 세리이 A       | 14   | 12   | 2        | 0        | –    | –  | 4    | 8    | 1    | 0    | 21   | 20   |
| 1994           | 크루제이루       | 세리이 A       | –    | –    | 18       | 22       | –    | –  | 8    | 2    | –    | –    | 26   | 24   |
| 합계           | 합계             | 합계           | 14   | 12   | 20       | 22       | –    | –  | 12   | 10   | 1    | 0    | 47   | 44   |
| 1994–95        | PSV              | 에레디비시     | 33   | 30   | –        | –        | 1    | 2  | 2    | 3    | –    | –    | 36   | 35   |
| 1995–96        | PSV              | 에레디비시     | 13   | 12   | –        | –        | 3    | 1  | 5    | 6    | –    | –    | 21   | 19   |
| 합계           | 합계             | 합계           | 46   | 42   | –        | –        | 4    | 3  | 7    | 9    | –    | –    | 57   | 54   |
| 1996–97        | 바르셀로나       | 라 리가        | 37   | 34   | –        | –        | 4    | 6  | 7    | 5    | 1    | 2    | 49   | 47   |
| 합계           | 합계             | 합계           | 37   | 34   | –        | –        | 4    | 6  | 7    | 5    | 1    | 2    | 49   | 47   |
| 1997–98        | 인테르나치오날레 | 세리에 A       | 32   | 25   | –        | –        | 4    | 3  | 11   | 6    | –    | –    | 47   | 34   |
| 1998–99        | 인테르나치오날레 | 세리에 A       | 19   | 14   | –        | –        | 2    | 0  | 6    | 1    | 1    | 0    | 28   | 15   |
| 1999–2000      | 인테르나치오날레 | 세리에 A       | 7    | 3    | –        | –        | 1    | 0  | –    | –    | –    | –    | 8    | 3    |
| 2000–01        | 인테르나치오날레 | 세리에 A       | –    | –    | –        | –        | –    | –  | –    | –    | –    | –    | –    | –    |
| 2001–02        | 인테르나치오날레 | 세리에 A       | 10   | 7    | –        | –        | 1    | 0  | 5    | 0    | –    | –    | 16   | 7    |
| 합계           | 합계             | 합계           | 68   | 49   | –        | –        | 8    | 3  | 22   | 7    | 1    | 0    | 99   | 59   |
| 2002–03        | 레알 마드리드    | 라 리가        | 31   | 23   | –        | –        | 1    | 0  | 11   | 6    | 1    | 1    | 44   | 30   |
| 2003–04        | 레알 마드리드    | 라 리가        | 32   | 24   | –        | –        | 5    | 2  | 9    | 4    | 2    | 1    | 48   | 31   |
| 2004–05        | 레알 마드리드    | 라 리가        | 34   | 21   | –        | –        | 1    | 0  | 10   | 3    | –    | –    | 45   | 24   |
| 2005–06        | 레알 마드리드    | 라 리가        | 23   | 14   | –        | –        | 2    | 1  | 2    | 0    | –    | –    | 27   | 15   |
| 2006–07        | 레알 마드리드    | 라 리가        | 7    | 1    | –        | –        | 2    | 1  | 4    | 2    | –    | –    | 13   | 4    |
| 합계           | 합계             | 합계           | 127  | 83   | –        | –        | 11   | 4  | 36   | 15   | 3    | 2    | 177  | 104  |
| 2006–07        | 밀란             | 세리에 A       | 14   | 7    | –        | –        | –    | –  | –    | –    | –    | –    | 14   | 7    |
| 2007–08        | 밀란             | 세리에 A       | 6    | 2    | –        | –        | –    | –  | –    | –    | –    | –    | 6    | 2    |
| 합계           | 합계             | 합계           | 20   | 9    | –        | –        | –    | –  | –    | –    | –    | –    | 20   | 9    |
| 2009           | 코린치앙스       | 세리이 A       | 20   | 12   | 10       | 8        | 8    | 3  | –    | –    | –    | –    | 38   | 23   |
| 2010           | 코린치앙스       | 세리이 A       | 11   | 6    | 9        | 3        | –    | –  | 7    | 3    | –    | –    | 27   | 12   |
| 2011           | 코린치앙스       | 세리이 A       | –    | –    | 2        | 0        | –    | –  | 2    | 0    | –    | –    | 4    | 0    |
| 합계           | 합계             | 합계           | 31   | 18   | 21       | 11       | 8    | 3  | 9    | 3    | 0    | 0    | 69   | 35   |
| 클럽 경력 통산 | 클럽 경력 통산   | 클럽 경력 통산 | 343  | 247  | 41       | 33       | 35   | 19 | 93   | 49   | 6    | 4    | 518  | 352  |

- 기타 - 레코파 수다메리카나, 수페르코파 데 에스파냐, 인터콘티넨털컵, 그리고 UEFA컵 플레이오프전 (코파 이탈리아에 해당) 포함

### 국가대표팀
| 브라질 국가대표팀 | 브라질 국가대표팀 | 브라질 국가대표팀 |
| 연도              | 출장              | 골                |
| ----------------- | ----------------- | ----------------- |
| 1994              | 4                 | 1                 |
| 1995              | 6                 | 3                 |
| 1996              | 4                 | 5                 |
| 1997              | 20                | 15                |
| 1998              | 10                | 5                 |
| 1999              | 10                | 7                 |
| 2002              | 12                | 11                |
| 2003              | 8                 | 3                 |
| 2004              | 11                | 6                 |
| 2005              | 5                 | 1                 |
| 2006              | 7                 | 5                 |
| 2011              | 1                 | 0                 |
| 국가대표팀 통산   | 98                | 62                |

### 국가대표팀 득점 기록
| #   | 날짜             | 경기장                                               | 상대                  | 점수 | 최종결과 | 대회                         |
| --- | ---------------- | ---------------------------------------------------- | --------------------- | ---- | -------- | ---------------------------- |
| 1.  | 1994년 5월 4일   | 헤사카다, 플로리아노폴리스, 브라질                   | 아이슬란드            | 1–0  | 3–0      | 친선경기                     |
| 2.  | 1995년 6월 11일  | 웸블리, 런던, 잉글랜드                               | 잉글랜드              | 2–1  | 3–1      | 친선경기                     |
| 3.  | 1995년 10월 11일 | 피투아수, 사우바도르, 브라질                         | 우루과이              | 1–0  | 2–0      | 친선경기                     |
| 4.  | 1995년 10월 11일 | 피투아수, 사우바도르, 브라질                         | 우루과이              | 2–0  | 2–0      | 친선경기                     |
| 5.  | 1996년 8월 28일  | 디나모 경기장, 모스크바, 러시아                      | 러시아                | 2–2  | 2–2      | 친선경기                     |
| 6.  | 1996년 10월 16일 | 아우베르투 타바레스 시우바, 테레지나, 브라질         | 리투아니아            | 1–0  | 3–1      | 친선경기                     |
| 7.  | 1996년 10월 16일 | 아우베르투 타바레스 시우바, 테레지나, 브라질         | 리투아니아            | 2–0  | 3–1      | 친선경기                     |
| 8.  | 1996년 10월 16일 | 아우베르투 타바레스 시우바, 테레지나, 브라질         | 리투아니아            | 3–0  | 3–1      | 친선경기                     |
| 9.  | 1996년 12월 18일 | 비바우두 리마, 마나우스, 브라질                      | 보스니아 헤르체고비나 | 1–0  | 1–0      | 친선경기                     |
| 10. | 1997년 2월 26일  | 세라 도라다, 고이아니아, 브라질                      | 폴란드                | 3–0  | 4–2      | 친선경기                     |
| 11. | 1997년 2월 26일  | 세라 도라다, 고이아니아, 브라질                      | 폴란드                | 4–0  | 4–2      | 친선경기                     |
| 12. | 1997년 4월 2일   | 마네 가힌샤, 브라질리아, 브라질                      | 칠레                  | 1–0  | 4–0      | 친선경기                     |
| 13. | 1997년 4월 2일   | 마네 가힌샤, 브라질리아, 브라질                      | 칠레                  | 3–0  | 4–0      | 친선경기                     |
| 14. | 1997년 6월 8일   | 젤랑, 리옹, 프랑스                                   | 이탈리아              | 2–3  | 3–3      | 친선경기                     |
| 15. | 1997년 6월 13일  | 라몬 아길레라, 산타크루스데라시에라, 볼리비아        | 코스타리카            | 3–0  | 5–0      | 1997년 코파 아메리카         |
| 16. | 1997년 6월 13일  | 라몬 아길레라, 산타크루스데라시에라, 볼리비아        | 코스타리카            | 4–0  | 5–0      | 1997년 코파 아메리카         |
| 17. | 1997년 6월 22일  | 라몬 아길레라, 산타크루스데라시에라, 볼리비아        | 파라과이              | 1–0  | 2–0      | 1997년 코파 아메리카         |
| 18. | 1997년 6월 22일  | 라몬 아길레라, 산타크루스데라시에라, 볼리비아        | 파라과이              | 2–0  | 2–0      | 1997년 코파 아메리카         |
| 19. | 1997년 6월 29일  | 에르난도 실레스, 라 파스, 볼리비아                   | 볼리비아              | 2–1  | 3–1      | 1997년 코파 아메리카         |
| 20. | 1997년 8월 10일  | 올림픽 주 경기장, 서울, 대한민국                     | 대한민국              | 1–1  | 2–1      | 친선경기                     |
| 21. | 1997년 12월 19일 | 파흐드 2세, 리야드, 사우디아라비아                   | 체코                  | 2–0  | 2–0      | 1997년 FIFA 컨페더레이션스컵 |
| 22. | 1997년 12월 21일 | 파흐드 2세, 리야드, 사우디아라비아                   | 오스트레일리아        | 1–0  | 6–0      | 1997년 FIFA 컨페더레이션스컵 |
| 23. | 1997년 12월 21일 | 파흐드 2세, 리야드, 사우디아라비아                   | 오스트레일리아        | 2–0  | 6–0      | 1997년 FIFA 컨페더레이션스컵 |
| 24. | 1997년 12월 21일 | 파흐드 2세, 리야드, 사우디아라비아                   | 오스트레일리아        | 5–0  | 6–0      | 1997년 FIFA 컨페더레이션스컵 |
| 25. | 1998년 3월 25일  | 고틀리브-다임러, 슈투트가르트, 독일                  | 독일                  | 2–1  | 2–1      | 친선경기                     |
| 26. | 1998년 6월 16일  | 라 보주아르, 낭트, 프랑스                            | 모로코                | 1–0  | 3–0      | 1998년 FIFA 월드컵           |
| 27. | 1998년 6월 27일  | 파르크 데 프랭스, 파리, 프랑스                       | 칠레                  | 3–0  | 4–1      | 1998년 FIFA 월드컵           |
| 28. | 1998년 6월 27일  | 파르크 데 프랭스, 파리, 프랑스                       | 칠레                  | 4–1  | 4–1      | 1998년 FIFA 월드컵           |
| 29. | 1998년 7월 7일   | 벨로드롬, 마르세유, 프랑스                           | 네덜란드              | 1–0  | 1–1      | 1998년 FIFA 월드컵           |
| 30. | 1999년 6월 26일  | 아레나 다 바이샤다, 쿠리치바, 브라질                 | 라트비아              | 3–0  | 3–0      | 친선경기                     |
| 31. | 1999년 6월 30일  | 안토니오 오도네 사루비, 시우다드 델 에스테, 파라과이 | 베네수엘라            | 1–0  | 7–0      | 1999년 코파 아메리카         |
| 32. | 1999년 6월 30일  | 안토니오 오도네 사루비, 시우다드 델 에스테, 파라과이 | 베네수엘라            | 4–0  | 7–0      | 1999년 코파 아메리카         |
| 33. | 1999년 7월 6일   | 안토니오 오도네 사루비, 시우다드 델 에스테, 파라과이 | 칠레                  | 1–0  | 1–0      | 1999년 코파 아메리카         |
| 34. | 1999년 7월 11일  | 안토니오 오도네 사루비, 시우다드 델 에스테, 파라과이 | 아르헨티나            | 2–1  | 2–1      | 1999년 코파 아메리카         |
| 35. | 1999년 7월 18일  | 데펜소레스 델 차코, 아순시온, 파라과이               | 우루과이              | 3–0  | 3–0      | 1999년 코파 아메리카         |
| 36. | 1999년 9월 7일   | 베이라-히우, 포르투 알레그리, 브라질                 | 아르헨티나            | 4–1  | 4–2      | 친선경기                     |
| 37. | 2002년 5월 25일  | 부킷잘릴, 쿠알라룸푸르, 말레이시아                   | 말레이시아            | 1–0  | 4–0      | 친선경기                     |
| 38. | 2002년 6월 3일   | 문수 축구 경기장, 울산, 대한민국                     | 튀르키예              | 1–1  | 2–1      | 2002년 FIFA 월드컵           |
| 39. | 2002년 6월 8일   | 제주 월드컵 경기장, 서귀포, 대한민국                 | 중화인민공화국        | 4–0  | 4–0      | 2002년 FIFA 월드컵           |
| 40. | 2002년 6월 13일  | 수원 월드컵 경기장, 수원, 대한민국                   | 코스타리카            | 1–0  | 5–2      | 2002년 FIFA 월드컵           |
| 41. | 2002년 6월 13일  | 수원 월드컵 경기장, 수원, 대한민국                   | 코스타리카            | 2–0  | 5–2      | 2002년 FIFA 월드컵           |
| 42. | 2002년 6월 17일  | 윙 스타디움, 고베, 일본                              | 벨기에                | 2–0  | 2–0      | 2002년 FIFA 월드컵           |
| 43. | 2002년 6월 26일  | 사이타마 스타디움 2002, 사이타마, 일본               | 튀르키예              | 1–0  | 1–0      | 2002년 FIFA 월드컵           |
| 44. | 2002년 6월 30일  | 국제 경기장, 요코하마, 일본                          | 독일                  | 1–0  | 2–0      | 2002년 FIFA 월드컵           |
| 45. | 2002년 6월 30일  | 국제 경기장, 요코하마, 일본                          | 독일                  | 2–0  |          | 2002년 FIFA 월드컵           |
| 46. | 2002년 11월 20일 | 서울 월드컵 경기장, 서울, 대한민국                   | 대한민국              | 1–1  | 3–2      | 친선경기                     |
| 47. | 2002년 11월 20일 | 서울 월드컵 경기장, 서울, 대한민국                   | 대한민국              | 2–2  | 3–2      | 친선경기                     |
| 48. | 2003년 9월 7일   | 메트로폴리타노, 바랑키야, 콜롬비아                   | 콜롬비아              | 1–0  | 2–1      | 2006년 FIFA 월드컵 예선전    |
| 49. | 2003년 11월 19일 | 피녜이랑, 쿠리치바, 브라질                           | 우루과이              | 2–1  | 3–3      | 2006년 FIFA 월드컵 예선전    |
| 50. | 2003년 11월 19일 | 피녜이랑, 쿠리치바, 브라질                           | 우루과이              | 3–3  | 3–3      | 2006년 FIFA 월드컵 예선전    |
| 51. | 2004년 6월 2일   | 미네이랑, 벨루 오리존치, 브라질                      | 아르헨티나            | 1–0  | 3–1      | 2006년 FIFA 월드컵 예선전    |
| 52. | 2004년 6월 2일   | 미네이랑, 벨루 오리존치, 브라질                      | 아르헨티나            | 2–0  | 3–1      | 2006년 FIFA 월드컵 예선전    |
| 53. | 2004년 6월 2일   | 미네이랑, 벨루 오리존치, 브라질                      | 아르헨티나            | 3–1  | 3–1      | 2006년 FIFA 월드컵 예선전    |
| 54. | 2004년 9월 5일   | 모룸비, 상파울루, 브라질                             | 볼리비아              | 1–0  | 3–1      | 2006년 FIFA 월드컵 예선전    |
| 55. | 2004년 10월 9일  | 호세 파첸초 로메로, 마라카이보, 베네수엘라           | 베네수엘라            | 3–0  | 5–2      | 2006년 FIFA 월드컵 예선전    |
| 56. | 2004년 10월 9일  | 호세 파첸초 로메로, 마라카이보, 베네수엘라           | 베네수엘라            | 4–0  | 5–2      | 2006년 FIFA 월드컵 예선전    |
| 57. | 2005년 10월 12일 | 이스타지우 올림피쿠 두 파라, 파라, 브라질            | 베네수엘라            | 2–0  | 3–0      | 2006년 FIFA 월드컵 예선전    |
| 58. | 2006년 3월 1일   | 로코모티프 스타디움, 모스크바, 러시아                | 러시아                | 1–0  | 1–0      | 친선경기                     |
| 59. | 2006년 6월 4일   | 스타드 드 주네브, 제네바, 스위스                     | 뉴질랜드              | 1–0  | 4–0      | 친선경기                     |
| 60. | 2006년 6월 22일  | 베스트팔렌슈타디온, 도르트문트, 독일                 | 일본                  | 1–1  | 4–1      | 2006년 FIFA 월드컵           |
| 61. | 2006년 6월 22일  | 베스트팔렌슈타디온, 도르트문트, 독일                 | 일본                  | 4–1  | 4–1      | 2006년 FIFA 월드컵           |
| 62. | 2006년 6월 27일  | 베스트팔렌슈타디온, 도르트문트, 독일                 | 가나                  | 1–0  | 3–0      | 2006년 FIFA 월드컵           |

## 플레이스타일
"호나우두는 누구도 보지 못한 일을 해냈습니다. 그는 호마리우와 조지 웨아와 함께 중앙 공격수의 역할을 재발견했습니다. 그들은 페널티 구역에서 벗어나 중원에서 공을 잡고, 측면 사이를 오고가며, 중앙 수비를 돌파, 가속, 골몰기로 끌어와 와해시켰습니다."
호나우두는 체육계에서 역사상 가장 위대하고 가장 완벽한 공격수로 손꼽힌다. 경이로운 자(이탈리아어: Il Fenomeno) 라는 별칭이 붙은 그는 많은 득점을 하며, 비록 개인주의적인 공격수이나, 시야, 패스 능력, 공 배급 능력도 지니고 있어 동료의 골을 돕는데도 두각을 나타냈다. 그는 매우 강하고, 빠르며, 기술적인 선수이며, 차분한 해결사였다. 그는 여러 공격 임무를 수행 가능했지만, 자신은 공격수를 맡는 것을 선호했고, 천부적으로 오른발잡이이지만, 양발을 모두 쓸 줄 안다. 호나우두는 기술적 능력으로 널리 알려져 있고, 그는 경기에서 가장 능숙한 공몰기를 구사하는 선수로도 손꼽힌다. 브라질 국가대표팀 동료 호마리우와 아프리카의 거물 조지 웨아와 더불어, 호나우두는 1990년대 신종 공격수로 평가되었는데, 이 셋은 페널티 구역 밖에서도 활동하며 공을 잡아 문전으로 전진했다: 호나우두는 개인적으로 공을 몰고 가면서 몇 명의 선수를 빠르게 제칠 수 있고, 1대1 상황에서도 공 제어 능력, 가속도, 민첩성, 균형감각, 빠른 발, 그리고 기술적 능력을 이용해 해결할 수 있었다.
"그가 공을 잡고 비집고 들어갈 1미터 정도의 공간만 있어도 그에게 집니다. 그런 일을 허용하면, 그는 놀이터의 공놀이마냥 공을 몰고 수비수를 우회해 들어갈 것입니다. 그는 그리할 것입니다. 막을 수 없습니다."
1대1 상황에서, 호나우두는 화려한 기교로 상대 수비진과 수문장을 속이고 돌파해 들어갔다. 그는 헛발딛기, 가위딛기, 알까기, 기타 다양한 축구 기교와 기술을 사용하는 것으로 알려져 있다. 전성기 시절, 호나우두는 매우 빠른 선수로 높은 가속력으로 상대 수비에 큰 위협이 되었는데, 호나우두는 역습 상황에 혼자서 공을 몰고 돌파해 들어갔다.
"두 명의 로날도가 있습니다: 한 명은 2002년에 장기간 복귀에서 돌아온 특출한 골잡이였지만, 1990년대에는 모든 면에서 위대한 존재였습니다. 그는 PSV, 바르셀로나, 그리고 인테르나치오날레에서 정점을 찍을 때 논란의 여지 없이 세계가 주목한 가장 위험한 공격수였습니다."
그의 바르셀로나 시절 감독인 보비 롭슨은 "그는 공을 잡고 가장 빠르게 질주하는 선수였습니다. 그가 부상 없이 잘 관리했다면 역대 최고의 축구인으로 회자되었을 것입니다."라고 평했다. 한편, 리오넬 메시는 "그는 제가 본 최고의 공격수였습니다. 그는 매우 빨라서 무에서 득점을 창출해낼 수 있고, 그 누구보다 공을 잘 차넣을 수 있었습니다."라고 표의했다. 호나우지뉴는 호나우두에 대해 "한때 가장 완벽했던 공격수"라고 수식했다. 호나우두는 세고 강인한 선수로 상대로부터 공을 차단할 수 있었고, 이탈리아의 전 수비수 알레산드로 네스타 (1998 UEFA컵 결승전에서도 회자되는 호나우두와 1대1로 마주쳤던 선수) 도 "호나우두는 제가 상대했던 가장 까다로운 공격수였습니다. 그를 멈추기란 불가능했습니다."라고 회자했다. 그는 빠른 반응과 예측으로, 공을 잡고 수비를 제치는 일이 다반사였고, 해결사로서 머리로도 능했으며, 페널티 구역 안과 밖에서 모두 깔끔하게 마무리할 수 있었다. 이 능력 외에도, 호나우두는 정확한 프리킥과 페널티킥의 주자였다. 1990년대에 신체적 능력으로 정점을 찍었지만, 호나우두는 1999년 말부터 무릎 중상과 비활동기의 체중 증가로 크게 악영향을 받아 속도, 신체 능력, 기동성의 한계에 봉착했다.

## 수상 내역
| 크루제이루 - 캄페오나투 미네이루: 1994 - 코파 두 브라지우: 1993 'PSV - KNVB컵: 1996 - 요한 크라위프 스할: 1996 바르셀로나 - 코파 델 레이: 1996–97 - UEFA 컵위너스컵: 1996–97 - 수페르코파 데 에스파냐: 1996 인테르나치오날레 - UEFA컵: 1997–98 레알 마드리드 - 라리가: 2002–03 - 인터콘티넨털컵: 2002 - 수페르코파 데 에스파냐: 2003 코린치앙스 - 캄페오나투 파울리스타: 2009 - 코파 두 브라지우: 2009 · 브라질 - 올림픽 축구: 동메달 (1996) - 코파 아메리카: 우승 (1997, 1999) - FIFA 컨페더레이션스컵: 우승 (1997), 준우승 (1999) - FIFA 월드컵: 우승 (1994, 2002), 준우승 (1998) · - 수페르코파 리베르타도레스 득점왕: 1993–94 - 수페르코파 리베르타도레스 올해의 팀: 1993-04 - 캄페오나투 미네이루 득점왕: 1993–94 - 캄페오나투 미네이루 올해의 팀: 1993–94 - 에레디비시 득점왕: 1994–95 - 월드 사커 매거진 올해의 선수: 1996, 1997, 2002 - 트로페오 EFE 라리가 올해의 이베로-아메리카 선수: 1996–97, 2002–03 - 라 리가 득점왕: 1996–97, 2003–04 - 유러피언 골든슈: 1996–97 - 돈 발론 상 라리가 올해의 외국인 선수: 1996–97 - 코파 아메리카 결승전 최우수 선수: 1997 - 코파 아메리카 최우수 선수: 1997 - FIFA 컨페더레이션스컵 브론즈 슈: 1997 - FIFA 컨페더레이션스컵 올스타 팀: 1997 - UEFA 컵위너스컵 결승전 최우수 선수: 1997 - UEFA 컵위너스컵 득점왕: 1996–97 - 코파 아메리카 올스타 팀: 1997, 1999 - IFFHS 올해의 세계 득점왕: 1997 - 옹즈도르: 1997, 2002 - ESM 올해의 팀: 1996–97, 1997–98 - FIFA XI: 1997, 1998 - 세리에 A 올해의 선수: 1997–98 - 세리에 A 올해의 외국인 선수: 1997–98 - UEFA컵 결승전 최우수 선수: 1998 - 코파 아메리카 득점왕: 1999 - 인터콘티넨털컵 최우수 선수: 2002 - 스트로갈도 데 레전더리 상: 2002 - BBC 올해의 해외 스포츠인상: 2002 - 로레우스 세계 스포츠상 올해의 복귀 선수: 2003 - 브라질 축구 국가대표팀 명예의 전당: 2006 - 골든풋 상: 2006 - 세리에 A 근 10년의 선수: 1997–2007 - 캄페오나투 파울리스타 최우수 선수: 2009 - 브라질 축구 협회 명예상: 2010 - 레알 마드리드 명예의 전당 - 마르카 전설: 2011 - 월드 사커지 20세기 최우수 선수 (1999년 12월호) 13위 - 레키프 최우수 남아메리카 축구인 50명 5위 - 이탈리아 축구 명예의 전당: 2015 |

- 브라보상: 1997, 1998
- UEFA 올해의 클럽 축구 선수: 1997-98
- UEFA 올해의 팀: 2002
- 발롱도르: 1위 (1997, 2002), 2위 (1996), 3위 (1998)
- FIFA 올해의 선수: 1위 (1996, 1997, 2002), 2위 (1998), 3위 (2003)
- FIFA 100: 2004
- FIFA 월드컵: 골든볼 (1998[6]), 실버볼 (2002[106]), 골든슈 (2002[106]), 브론즈슈 (2006[107]), 올스타 팀 (1998, 2002)
- 2002년 FIFA 월드컵 맨 오브 더 매치: vs. 터키 (준결승전), vs. 독일 (결승전)
- 2006년 FIFA 월드컵 맨 오브 더 매치: vs. 일본 (조별리그)

## 사생활
호나우두 넬리우 나자리우 지 리마 시니오르와 소니아 두스 산투스 바라타 사이에서 태어났다. 호나우두에게는 넬리우 주니오르라는 이름의 형이 있다.

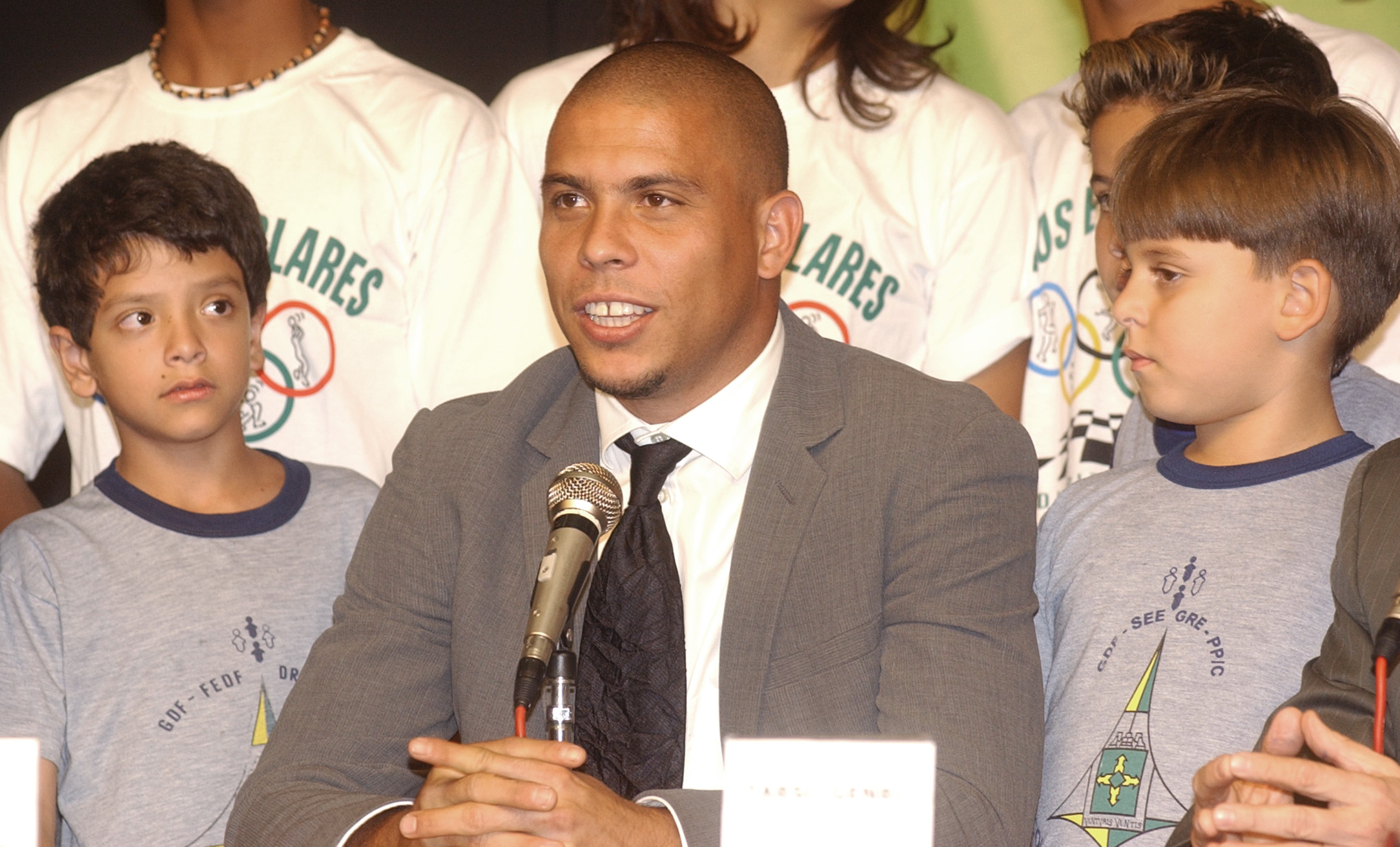
2005년, 브라질 교육부 기자회견의 호나우두

1997년, 호나우두는 브라질의 모델이자 배우인 수사나 베르네르를 브라질 텔레노벨라 말랴상 촬영장에서 만나, 3편에 걸쳐 같이 출연했다. 비록 둘은 결혼을 성사시키지 못했으나, 오랜 기간 교재하며 1999년 초까지 밀라노에서 동거했다.
1999년 4월 호나우두는 브라질 여자 국가대표팀의 밀레니 도밍게스와 결혼했고, 그들의 장남 호나우드는 2000년 4월 6일에 밀라노에서 출생했다. 둘 간의 부부관계는 4년을 지속했다. 2005년, 호나우두는 브라질의 모델이자 MTV VJ 다니엘라 시카렐리와 맞선을 보았고, 당시 임신했지만 유산했다. 둘 간의 부부관계는 샹티이 저택에서 호화로운 결혼식을 올린 후 3달밖에 지속되지 않았다. 결혼식에 든 비용은 €896,000 (£700,000) 정도인 것으로 보도되었다.

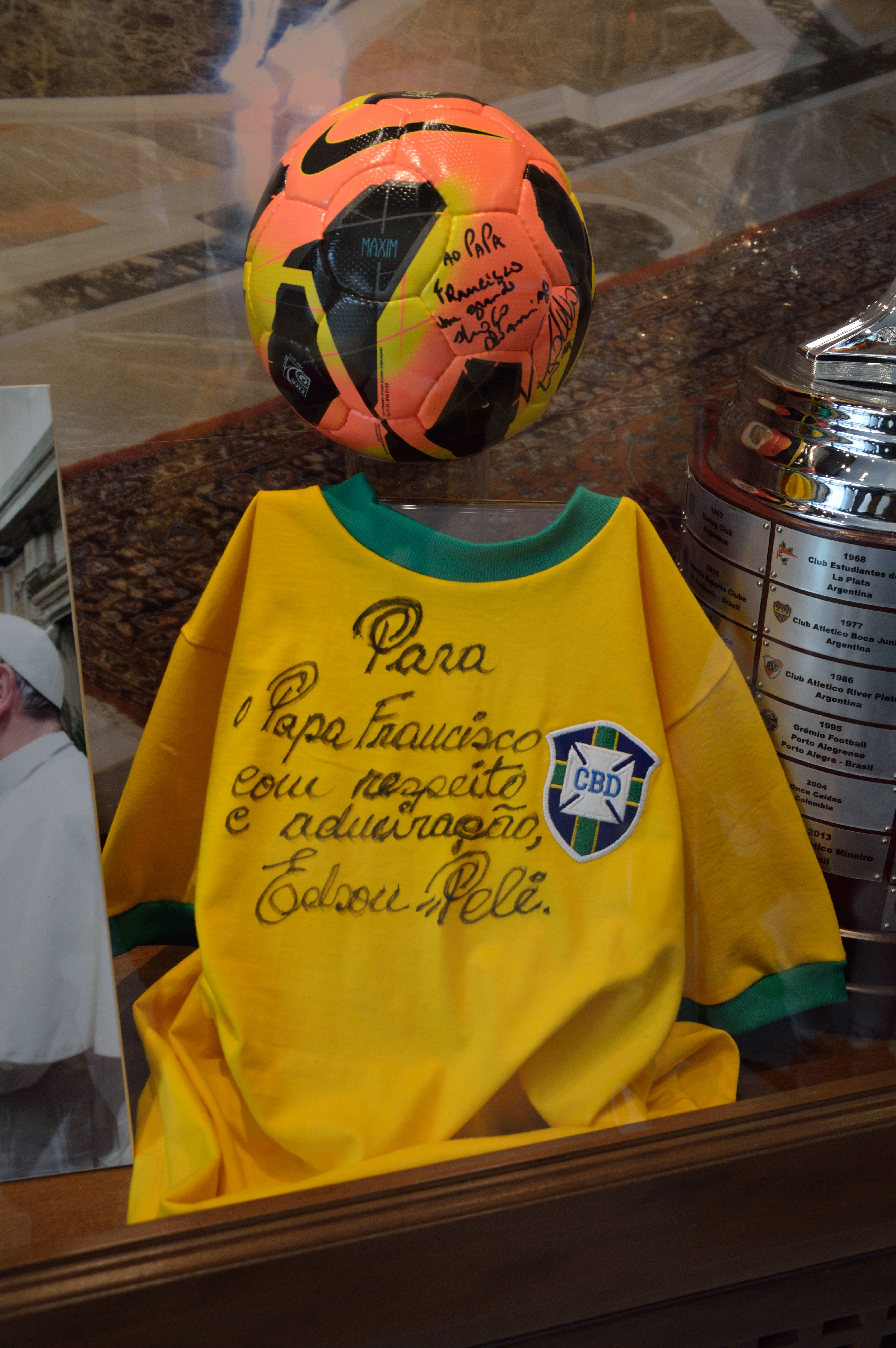
천주교도인 호나우두는 교황 프란치스코께 서명한 축구공을 드렸다. 이 축구공은 펠레가 서명한 브라질 유니폼과 같이 드렸는데, 현재 바티칸 미술관에서 전시중이다

2008년 4월, 호나우두는 히우 지 자네이루의 나이트클럽에서 만났던 여장한 3명의 매춘부와의 스캔들에 연루되었다. 이들이 남자라는 것을 알았을 때, 호나우두는 그에게 $600을 제의하며 함구케 했다. 그러나, 이 셋들중 하나는 $30,000을 제의받은 것이 언론에 누설되었다. 호나우두의 마리아 베아트리스 안토니와의 관계는 매춘부 스캔들이 터지면서 결딴났지만, 얼마 지나지 않아 관계가 재개되었다. 그들의 장녀 마리아 소피아는 2008년 12월 24일에 히우 지 자네이루에서 태어났다. 2009년 4월, 가족은 상파울루의 새로 지어진 펜트하우스에 입주했다. 2010년 4월 6일, 차녀 마리아 베아트리스 안토니가 태어났다. 차녀는 마리아 알리시로 상파울루 출신이다. 공교롭게도, 마리아 알리시는 이복오빠 호나우드와 딱 10살 차이였다.
"[파올로] 말디니와 호나우두는 사이에 앉은 저에게 플레이보이지를 보여주며 자신들 부족에 들어가고 싶은지 교회 물품 몇 기를 탈의실에 들여놓은 카카의 부족에 들어가고 싶은지 묻더군요."
2010년 12월, 호나우두의 가족은 상파울루의 새 맨션에 입주했다. 또한 12월, 호나우두는 친자검사를 통해 알레샨더 (2005년 4월 출생) 가 자신의 아들임을 밝혔다. 알레샨더는 호나우두와 미셸레 우메주와 짧은 교제로 태어났는데, 호나우두는 이 브라질 웨이터와 2002년에 도쿄에서 처음 만났다. 자신의 넷째 아이를 확인한 호나우두는 2010년 12월 6일에 네 아이로는 충분해 정관 수술을 받아 "영구 피임"을 했다고 밝혔다.
호나우두는 모터스포츠 전설 이메르송 피치파우디와 브라질 A1팀 공동 소유주다. 호나우두는 스포츠 마케팅사 9INE의 공동 소유주이기도 하며, 그의 친구이자 종합격투기 선수 안데르송 시우바를 고객들 중 한 명으로 두고 있다. 포커 신봉자이기도 한 호나우두는 2013년 4월에 포커스타스 스포츠스타의 일원이 되었고, 2013년 12월에는 테니스의 거성 라파엘 나달과 자선 포커 시합을 벌였다. 2014년 12월 11일, 호나우두는 북미 사커 리그 포트로더데일 스트라이커스의 소주주가 되었다.
2017년, 호나우두의 아들 호나우드가 브라질 청소년 대표로 발탁되어 2017년 마카비아 경기 대회에 참가하게 되었다. 마카비아 경기 대회는 "유대인 올림픽"으로 수식된다. 호나우드는 유대인이 아니지만 일부 참가국은 참가 자격이 덜 엄격했고, 호나우드는 유대인 구단 소속이어서 참가할 수 있었다.
나이가 불혹을 넘어가면서부터 점점 뚱뚱해지기 시작하더니 몸무게가 100kg를 훨씬 넘어갈 정도의 고도비만이 되었다.

## 스폰서십
호나우두는 현역 초부터 스포츠용품사 나이키의 협찬을 받았다. 1996년, 나이키는 호나우두와 10년 계약을 체결해 $180M을 넘는 종신 홍보 계약을 체결했다. 그는 원조 나이키 머큐리얼 R9의 사용자로, 1998년 FIFA 월드컵을 앞두고 출시한 전용 축구화를 신었다. 이 상징적인 축구화의 출시 15년을 기념하기 위해, 필 매카트니 나이키 축구화 부사장은 1998년판 디자인을 본보기로 삼아 머큐리얼 베이퍼 XI를 제작하고, "15년 전, 호나우두가 경기에 미친 영향은 엄청났으며, 2014년을 앞두고, 우리는 축구화와 그 주인을 기념하고자 합니다. 우리는 1998년판 축구화를 현대화시키는 방법이 그 당시를 기념하기 위한 훌륭한 방법이라 생각합니다."라고 평했다.
호나우두는 여러 차례 나이키 광고에 출연했다. 그는 1996년에 방영된 나이키 광고 "선 vs 악"에 출현했을 때 로마 원형 경기장에서 결투를 벌였다. 파올로 말디니, 에리크 캉토나, 루이스 피구, 파트리크 클라위버르트, 호르헤 캄포스 등의 세계적인 축구 선수들과 출연해 "아름다운 경기"를 수호하고 사악한 전사들을 무리를 상대로 경기에서 이겨 악을 완파하는 광고였다. 1998년, 그는 호마리우와 호베르투 카를루스 등의 브라질 국가대표팀 거성들과 공항 형태의 촬영장에서 광고를 촬영하였다. 대한민국과 일본에서 열린 2002년 FIFA 월드컵 기간을 앞두고 전세계적으로 방영된 테리 질리엄 감독의 "비밀 대회" ("전갈 KO"로 명명) 나이키 광고에 티에리 앙리, 파비오 칸나바로, 프란체스코 토티, 호나우지뉴, 루이스 피구, 그리고 나카타 히데토시와 함께 출연했고, 전 선수였던 에리크 캉토나가 대회 "심판"을 맡았다.